# Caranx bucculentus
Caranx bucculentus  (лат.) — вид морских лучепёрых рыб из семейства ставридовых. Представители вида распространены в тропических водах западной части Тихого океана и восточной части Индийского океана. Максимальная длина тела — 66 см.
Международный союз охраны природы присвоил этому виду охранный статус «Вызывающий наименьшие опасения».

## Описание
Тело удлинённое, относительно высокое, сжато с боков. Тело покрыто мелкой циклоидной чешуёй. Грудь без чешуи от задней нижней части до начала брюшных плавников и по диагонали до основания грудных плавников. Верхний профиль тела сильно выгнутый в передней части, нижний профиль лишь немного выпуклый. Рыло закруглённое. Жировое веко в передней части глаза слабо развито; в задней части доходит до заднего края зрачка. Окончание верхней челюсти доходит до вертикали, проходящей через задний край глаза. Зубы на верхней челюсти расположены в два ряда; в переднем ряду сильные клыкообразные, широко посажены у взрослых особей; во внутреннем ряду — ворсинковидные. На нижней челюсти зубы расположены в один ряд. На первой жаберной дуге 26—31 (включая рудиментарные) жаберных тычинок, верхней части 7—10 7—10 на нижней — 17—21. Два спинных плавника. В первом спинном плавнике — восемь жёстких лучей, а во втором — один жёсткий и 18—19 мягких лучей. В анальном плавнике — один колючий и 15—17 мягких лучей, перед плавником расположены два колючки. Передние мягкие лучи в спинном и анальном плавниках удлинённые. Боковая линия делает короткую высокую дугу в передней части, а затем идёт прямо до хвостового стебля. Переход изогнутой части боковой линии в прямую часть расположен на вертикали, проходящей в области между пятым и шестым жёстким лучом первого спинного плавника. Длина хорды выгнутой части боковой линии укладывается 2,5—3,3 раза в длину прямой части. В выгнутой части боковой линии 33—41 чешуй. В прямой части 33—39 костных щитков, перед которыми нет чешуек. Хвостовой плавник серповидный. Позвонков — 10 туловищных и 14 хвостовых.

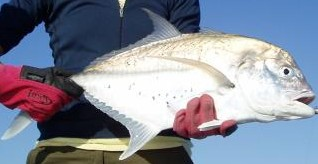

Верхняя часть тела бледно-оливково-зелёного цвета, нижняя часть —серебристо-белая. Взрослые особи с небольшими голубыми пятнами на верхней половине тела. На верхнем углу жаберной крышки большое тёмное пятно. Чёрное пятно у верхнего края основания грудных плавников. Плавники бледно-жёлто-зелёные.
Максимальная длина тела — 66 см.

## Биология
Морские бентопелагические рыбы. Обитают в прибрежных водах над песчаными и илистыми грунтами (реже в зарослях морских трав) на глубине от 0 до 63 м. В заливе Карпентария максимальная биомасса C. bucculentus отмечена на глубине 28 м.

### Питание
C. bucculentus питается рыбами, креветками, крабами, моллюсками и иглокожими. В заливе Карпентария доля рыб в составе рациона  составляла 48%, а ракообразных — 46%. Не обнаружено сезонных различий в предпочитаемости разных кормовых объектов. Наблюдался онтогенетический сдвиг в составе рациона.  Особи длиной менее 20 см потребляли преимущественно мелких креветок в дневные часы. Напротив, после достижения длины 27,5 см C. bucculentus переходили на питание рыбами и крупными креветками (в том числе коммерчески значимыми) и питались в ночные часы.

### Размножение
Самцы и самки C. bucculentus достигают половой зрелости при средней длине тела 11 см в возрасте одного года, т.е. наиболее рано среди всех представителей рода каранксов. Пик нереста в заливе Карпентария наблюдается весной. Плодовитость варьирует от 18 тысяч икринок у самок длиной 12 см до 650 тысяч икринок у самок длиной 46 см.

## Ареал
Распространены в тропических водах западной части Тихого океана и восточной части Индийского океана от юга Папуа-Новая Гвинея до севера Австралии и полуострова Норт-Уэст-Кейп (Западная Австралия) и юга Квинсленда. Встречаются в водах Тайваня и Индонезии.